# José María Calleja
José María Fernández Calleja, conocido como José María Calleja (León, 16 de mayo de 1955-Madrid, 21 de abril de 2020), fue un periodista, escritor y profesor universitario español.
Entre 1987 y 1995 trabajó en ETB, conduciendo entre otros espacios el noticiario Teleberri. De 1999 a diciembre de 2010 fue redactor jefe de CNN+, canal en el que presentaba el programa El Debate desde 1999. Además de colaborador en distintos diarios y programas de radio y televisión, compaginaba su labor en los medios de comunicación con la de profesor asociado de Periodismo en la Universidad Carlos III de Madrid. 

## Biografía

### Juventud y lucha antifranquista
Nacido en León, a los dos años se trasladó a vivir a Valladolid. Su familia había sido víctima de la represión franquista en León: su tío paterno, Domingo Fernández Pereiro, militante de Izquierda Republicana, fue fusilado junto al capitán Juan Rodríguez Lozano en el campo de tiro de Puente Castro (León), el 18 de agosto de 1936. Su otro tío, José María Calleja García, médico en Palanquinos (León), fue asesinado de una paliza en el Parador de San Marcos, habilitado por los franquistas como campo de concentración.
Esa memoria de la represión en su familia impulsó su militancia, en la clandestinidad, en el Partido Comunista de España, mientras estudiaba en la Universidad de Valladolid. Un activismo contra la dictadura por el que sería fichado por la policía franquista y condenado a 9 meses de prisión por el Tribunal de Orden Público a raíz de una manifestación por la «amnistía», pasando por la cárcel entre 1973 y 1974, con tan solo dieciocho años. Posteriormente también fue detenido por organizar una protesta en Valladolid tras los sucesos de Vitoria de marzo de 1976, siendo puesto en libertad el 14 de marzo de 1976 tras pagar una fianza. En enero de 1978 fue elegido miembro del Comité Provincial del PCE vallisoletano.

### Trayectoria académica y profesional
Académicamente, fue licenciado en Historia por la Universidad de Valladolid y doctor en Ciencias de la Información por la Complutense de Madrid. Fue profesor de Periodismo en la Universidad Carlos III de Madrid.
Fue en el País Vasco donde comenzó su carrera periodística, a principios de los 80, en la delegación de la Agencia EFE en esa comunidad.
Tras su paso por EFE, estuvo trabajando durante siete años en Euskal Telebista (ETB), donde presentó y dirigió el informativo diario «Teleberri». Por su lenguaje directo y denuncia de la violencia terrorista empezó a recibir amenazas por parte de ETA. En un primer momento estuvo sin protección policial, hasta que se produjo el atentado terrorista del 23 de enero de 1995, en el que fue asesinado el político popular Gregorio Ordóñez; las Fuerzas y Cuerpos de Seguridad del Estado le informaron de que era objetivo de los etarras. A partir de entonces y hasta el fin del terrorismo vivió bajo la protección de escoltas.
Desde la década de 1990 fue asiduo colaborador en tertulias políticas en televisión y radio. En el primer medio, puede mencionarse su paso por programas de debate como La respuesta (2003-2004) y Ruedo ibérico, ambos en Antena 3; 59 segundos (2004-2012), en Televisión española; Al rojo vivo (2011) en La Sexta2 y El gran debate (2012-2013) en Telecinco.
Además, entre 1999 y 2010 dirigió y presentó el programa El debate de CNN+ en la la cadena del mismo nombre. Desde septiembre de 2011 colaboró en el magazine Las Mañanas de Cuatro, como comentarista político.
En radio colaboró entre 2010 y 2015, en los programas de Onda Cero La brújula, Herrera en la onda y Julia en la Onda. Desde 2015, fue contertulio del programa Hoy por hoy de la Cadena SER. 
Su última columna se tituló Entre resistiré y no tocarse, y fue publicada el 17 de marzo de 2020. En ella describía cómo compartir «una situación límite» en plena emergencia sanitaria por el coronavirus «está fomentando una relación entre vecinos hermosa, estimulante y, desde luego, inolvidable».

### Fallecimiento
El 29 de marzo de 2020 fue ingresado por coronavirus en el Hospital Clínico de San Carlos en Madrid. Falleció el 21 de abril a los sesenta y cuatro años a causa de la enfermedad COVID-19, tras pasar dos semanas en la UCI.

## Obra literaria
Fue autor de una docena de libros. Una de las principales preocupaciones en su obra ha girado en torno al problema del terrorismo y sus víctimas inocentes; a ellas dedicó su primera obra: Contra la barbarie. Un alegato a favor de las víctimas de ETA (1997), primer libro que se escribió en España sobre el terrorismo etarra desde el punto de vista de las víctimas, y que contenía el primer listado publicado con la relación de víctimas de ETA. En torno a la misma temática, también publicó La diáspora vasca (1999) y, dos años después, ¡Arriba Euskadi! La vida diaria en el País Vasco (2001), su trabajo más completo, fruto de su tesis doctoral, y por el cual logró el Premio Espasa de Ensayo en 2001. Posteriormente le seguiría Héroes a su pesar. Crónica de los que luchan por la libertad (2003), en el que abordaba la heroicidad cotidiana —no buscada ni esperada— de muchos ciudadanos, vascos y no vascos, opuestos al nacionalismo.
También publicó obras sobre la inmigración, la violencia de género, y la memoria histórica.

## Libros
- 1997: Contra la barbarie. Un alegato en favor de las víctimas de ETA. Editorial: Temas de Hoy. Primer libro escrito por un periodista español sobre las víctimas de ETA.
- 1999: La diáspora vasca. Historia de los vascos condenados a irse de Euskadi por culpa del terrorismo de ETA. Editorial El País Aguilar.
- 2001: Arriba Euskadi. La Vida Diaria en el País Vasco. Editorial Espasa Calpe. Premio Espasa de Ensayo.
- 2003: Héroes a su pesar. Crónicas de los que luchan por la libertad. Editorial Espasa.
- 2006: Algo habrá hecho. Odio, muerte y miedo en Euskadi. Editorial Espasa Calpe.
- 2006: La derrota de ETA. De la primera a última víctima. En Colaboración con Ignacio Sánchez-Cuenca. Editorial Adhara Publicaciones.
- 2006: Qué hacemos con los inmigrantes. Editorial Espasa.
- 2007: Castro, Mentira Barbuda. La transición de Cuba a la Democracia. Editorial Espasa Calpe.
- 2008: Cuatro años de crispación. Cuando la derecha se echó a la calle. Editorial Espejo de Tinta.
- 2008: Para la libertad. Ediciones Turpial.
- 2009: El Valle de los Caídos. Editorial Espasa.
- 2013: La violencia como noticia. Editorial Catarata.
- 2014: Informar sobre la violencia contra las mujeres. Guía de buenas prácticas para los medios de comunicación. Prensas de la Universidad de Zaragoza.
- 2020: Lo bueno de España. Editorial Planeta.

### Libros en colaboración
- 2003: ¡Basta ya!. Contra el nacionalismo obligatorio. Editorial Santillana.
- 2003: Terrorismo, víctimas y medios de comunicación. Fundación Víctimas del Terrorismo.
- 2004: Estrategias de la desinformación. Conselleria de Cultura, Educació i Esport. Generalitat Valenciana.
- 2004: Gritos de libertad. Editorial La Esfera de los libros.
- 2011: Estudios sobre la violencia. Editorial Tirant lo Blanc.

## Premios
- 2001: Premio Espasa de Ensayo.
- 2003: Medalla de la Orden del Mérito Constitucional.[17]
- 2008: Premio Agustín Merello de la Asociación de la Prensa de Cádiz.
- 2005: VIII Premio a la Convivencia Miguel Ángel Blanco.